# Mohamed El-Asmer

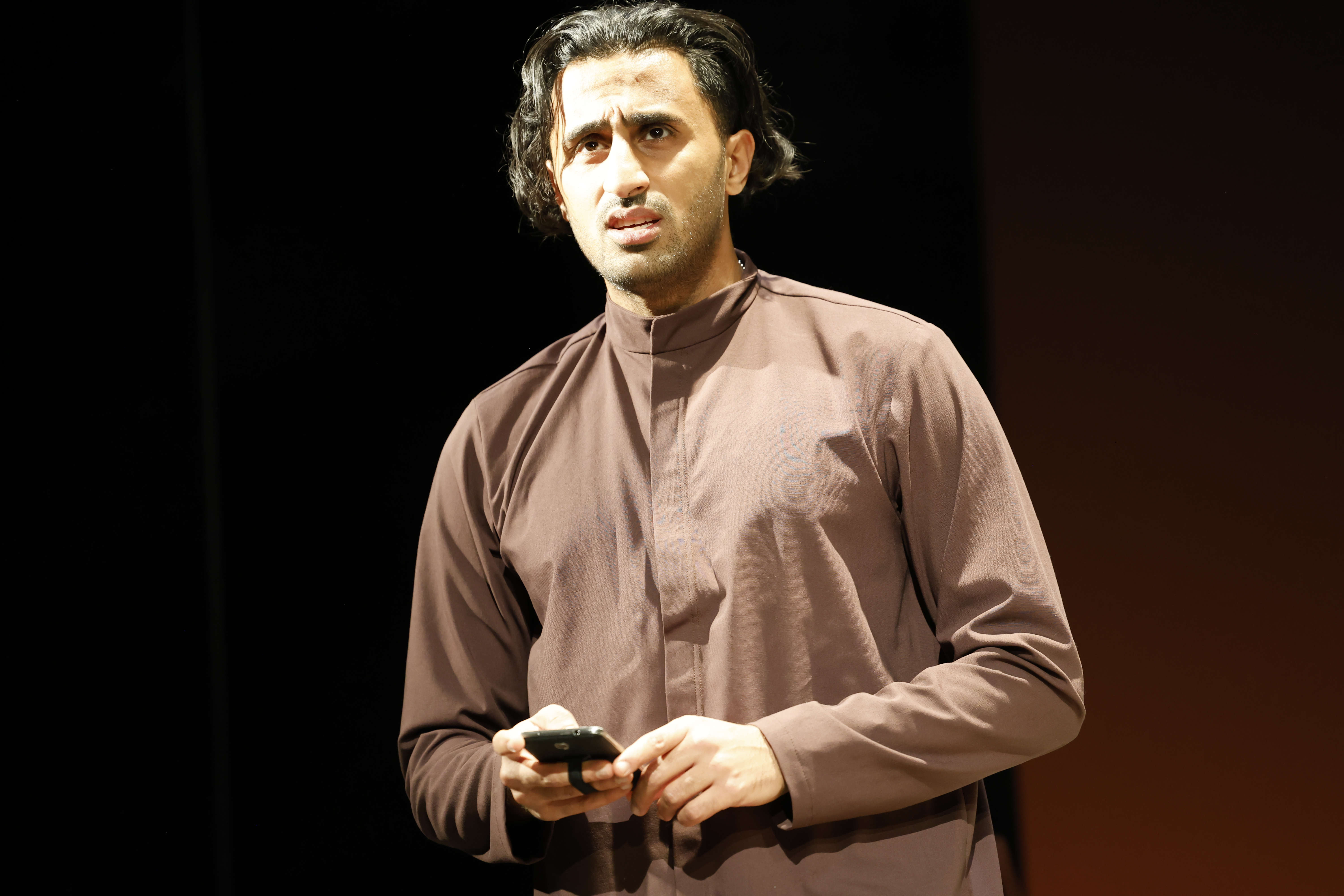
El-Asmer als Mohamed, Schlosspark Theater (2023)

Mohamed El-Asmer (* 3. April 1988 in Berlin) ist ein deutscher Schauspieler libanesisch-arabischer Abstammung.

## Leben
Ab dem Alter von 17 Jahren erhielt El-Asmer Bühnenrollen an der Vaganten Bühne Berlin. So spielte er in Klassenfeind 2.0 (2006) und Ehrensache (2008) unter der Regie von Folke Braband und in underdogs.de (2010) unter der Regie von Stefan Lochau. Sowohl Klassenfeind 2.0 als auch underdogs.de wurden für den Ikarus Theaterpreis nominiert. Seinen Wehrdienst absolvierte er zwischenzeitlich bei den Feldjägern. Im Oktober 2009 begann Mohamed El-Asmer ein Studium der Betriebswirtschaftslehre an der Beuth Hochschule für Technik Berlin.
Er war 2010 in 6 Folgen der Fernsehserie Allein gegen die Zeit zu sehen. 2011 spielte Mohamed El-Asmer in der Komödie am Kurfürstendamm neben Judy Winter und Chariklia Baxevanos in Folke Brabands Stück Spätlese. Die Rolle des Pflegers Tarek war El-Asmers bis dahin wichtigste Rolle. Das Stück ging später mit ihm auf Tournee.

## Soziales Engagement
El-Asmer ist seit 2004 für „Jugendkreativ e.V.“ tätig, ein Jugendverein, in dem ältere Schüler und Studenten jüngeren Schülern Nachhilfe anbieten. Er gründete 2007, ein Jahr vor seinem Abitur, an der Carl-von-Ossietzky-Oberschule das von einem Sportartikelhersteller gesponserte „Anti-Gewalt-Fußballturnier“. Seit der Gründung findet das Turnier jedes Jahr statt, und der einstige Initiator engagiert sich weiter bei der Organisation des Fußballturniers.

## Ehrungen und Auszeichnungen
- 2008 Auszeichnung beim Schülerwettbewerb „Demokratisch Handeln“
- 2008 Auszeichnung bei Schülerwettbewerb „Tag der Talente“ des Bundesministeriums für Bildung und Forschung, für die Gründung des „Anti-Gewalt-Fußballturniers“. Mit Einladung vom damaligen Bundespräsidenten Horst Köhler ins Schloss Bellevue.

## Theater
- 2006: Klassenfeind 2.0 – Vaganten Bühne gemeinnützige Theater
- 2008: Ehrensache – Vaganten Bühne gemeinnützige Theater
- 2010: underdogs.de – Vaganten Bühne gemeinnützige Theater
- 2011: Spätlese – Komödie / Theater am Kurfürstendamm
- 2012: Spätlese – Komödie Winterhuder Fährhaus Hamburg
- 2014: Spätlese – Tournee (Deutschland, Österreich, Schweiz)
- 2023: Die Maria und der Mohamed – Schlosspark Theater

## Film
- 2010: Allein gegen die Zeit – (Fernsehserie, 6 Folgen)